# Hôtel de ville de Kaysersberg
L'hôtel de ville de Kaysersberg est un monument historique situé à Kaysersberg, dans le département français du Haut-Rhin.

## Localisation
Ce bâtiment est situé au 39, rue du Général-de-Gaulle à Kaysersberg.

## Historique
L'édifice fait l'objet d'un classement au titre des monuments historiques depuis 1990.

## Architecture

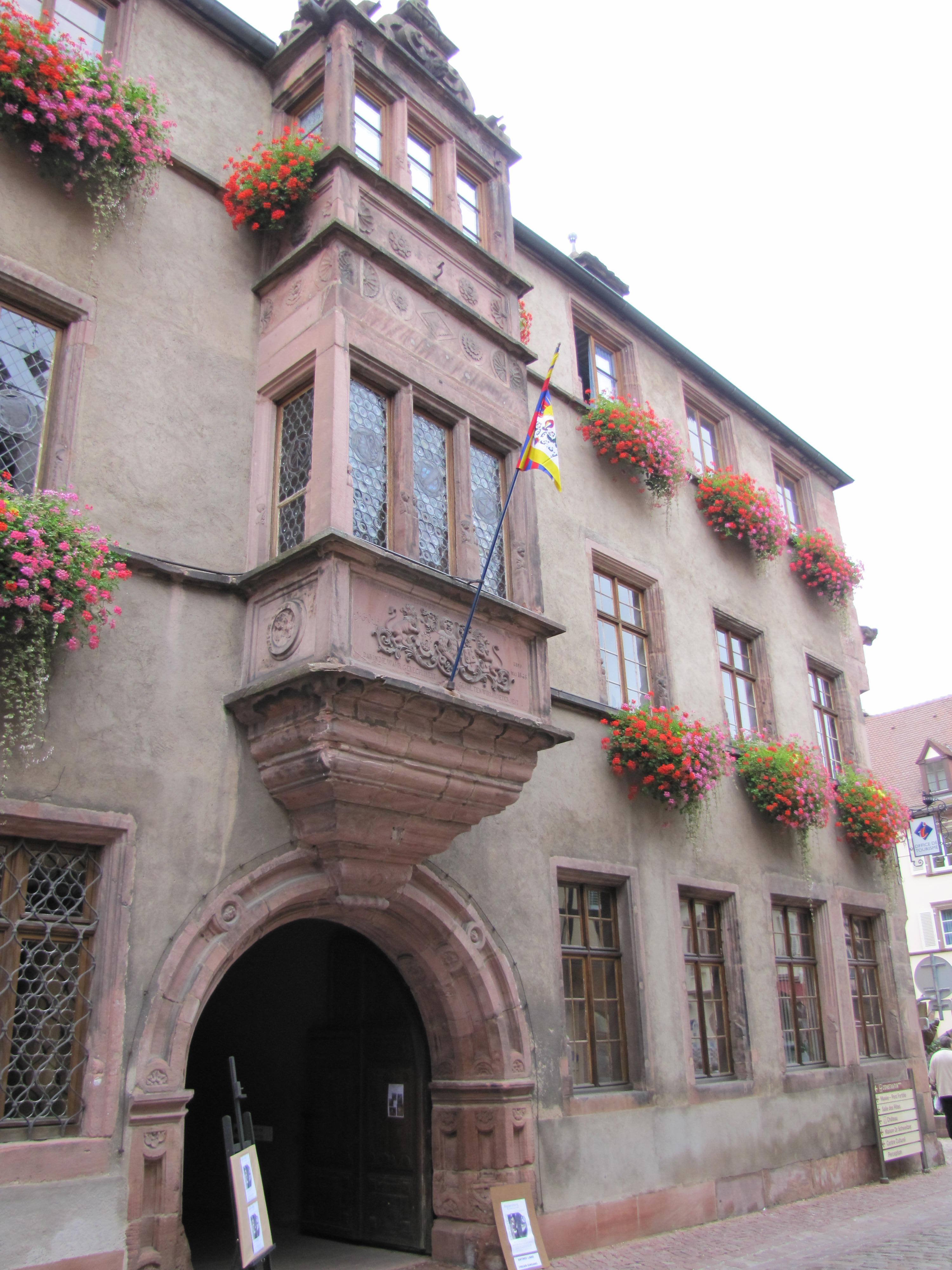
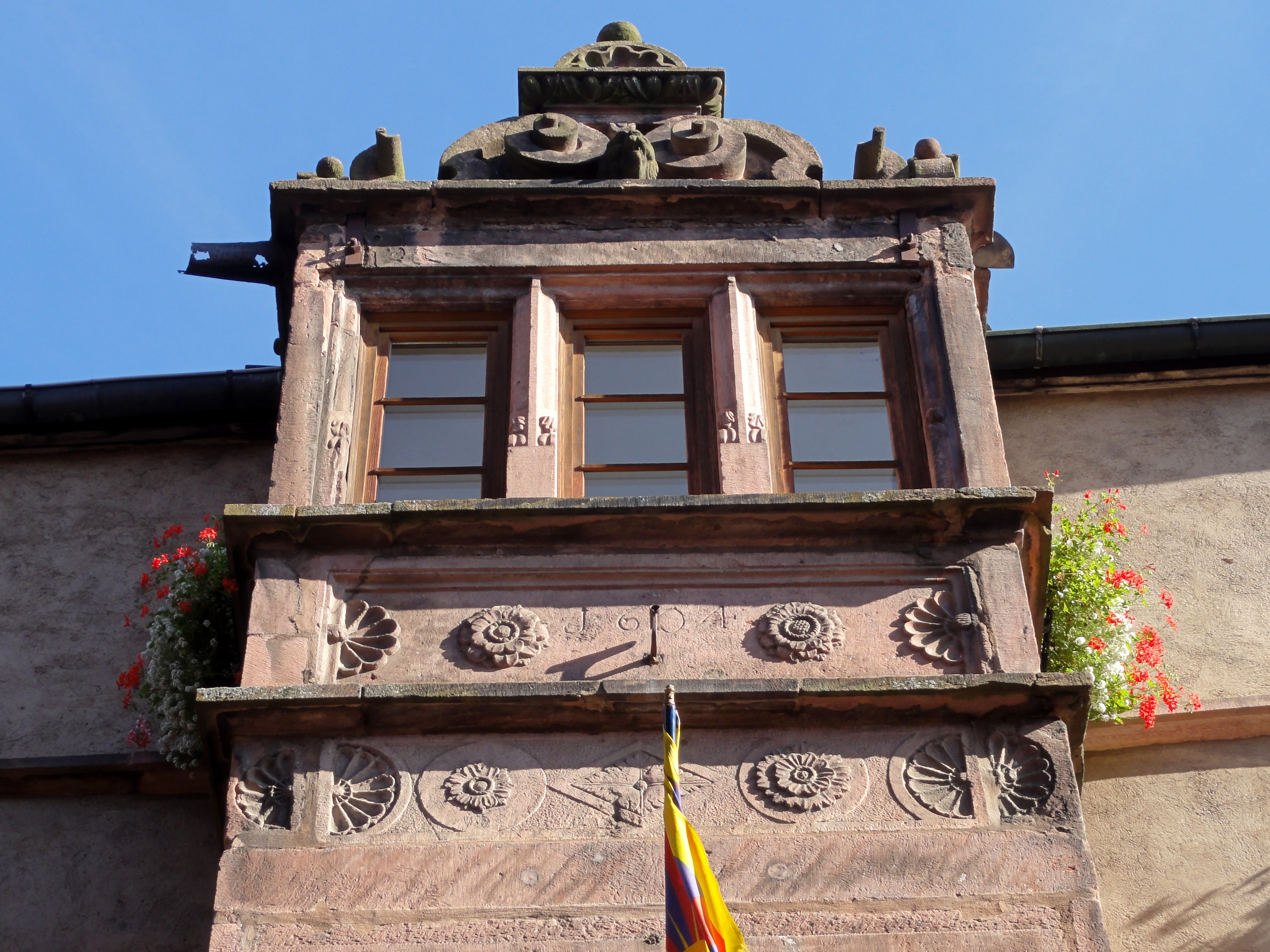
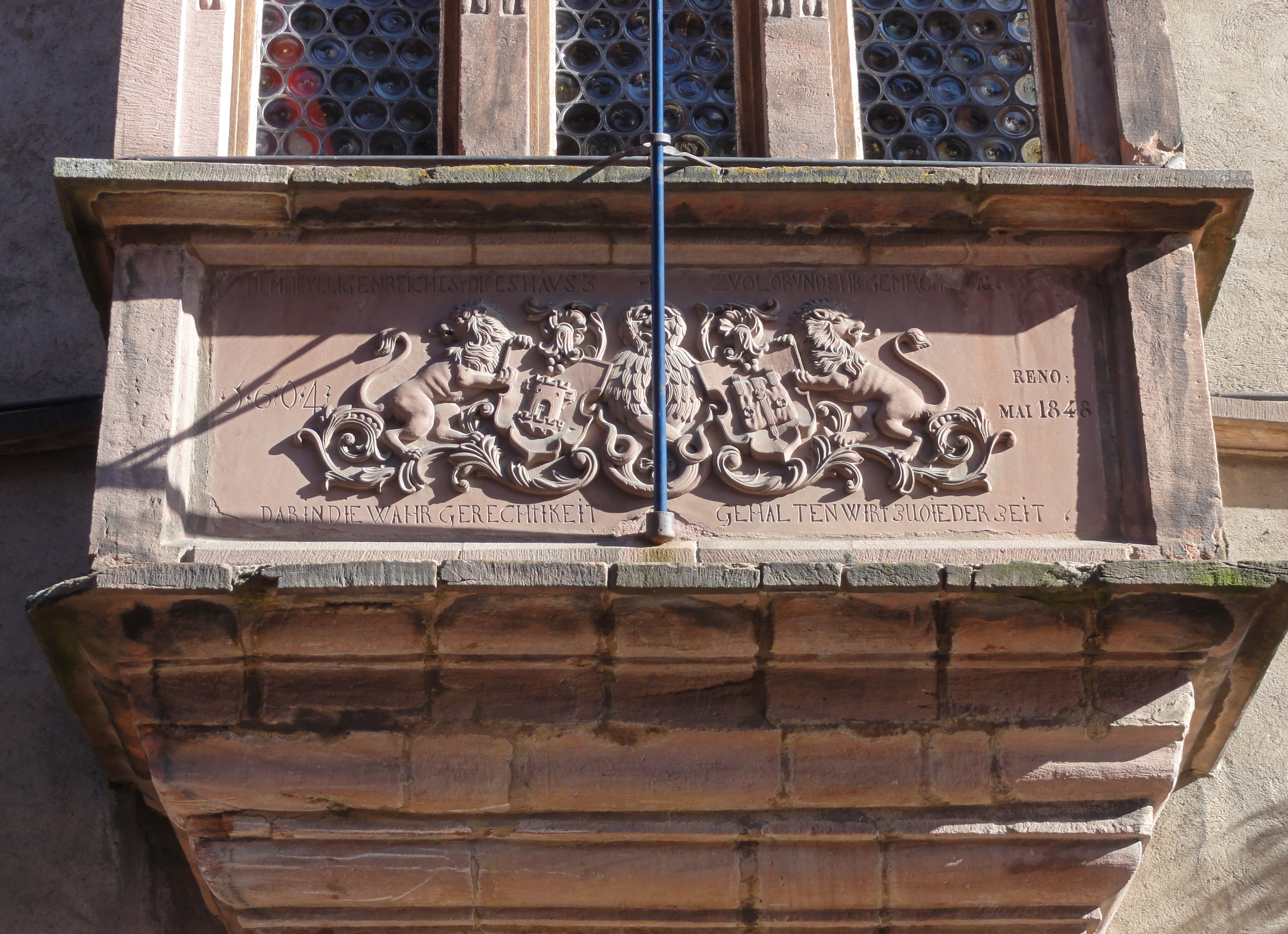
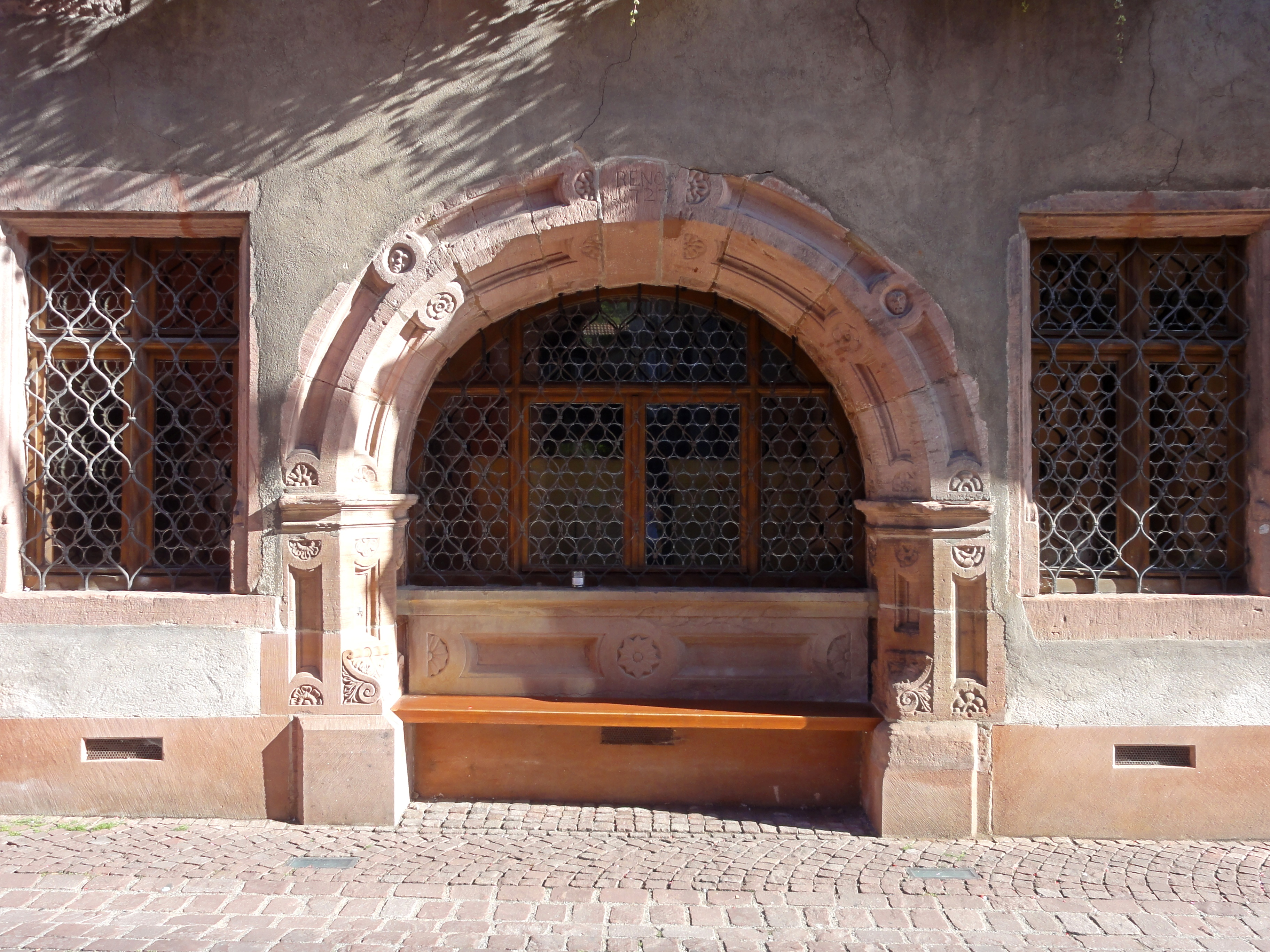
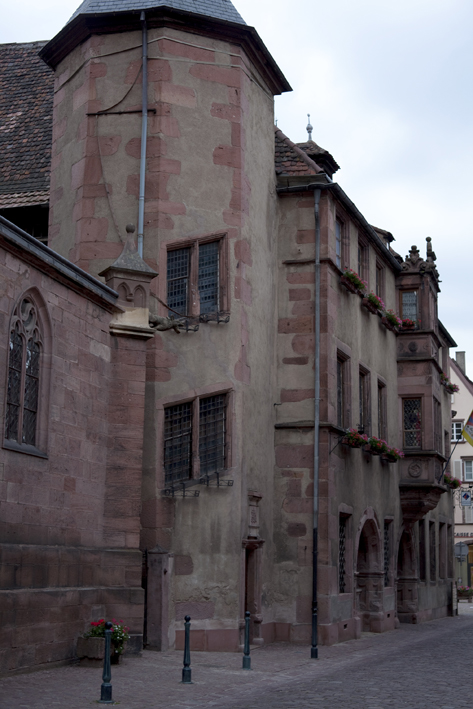
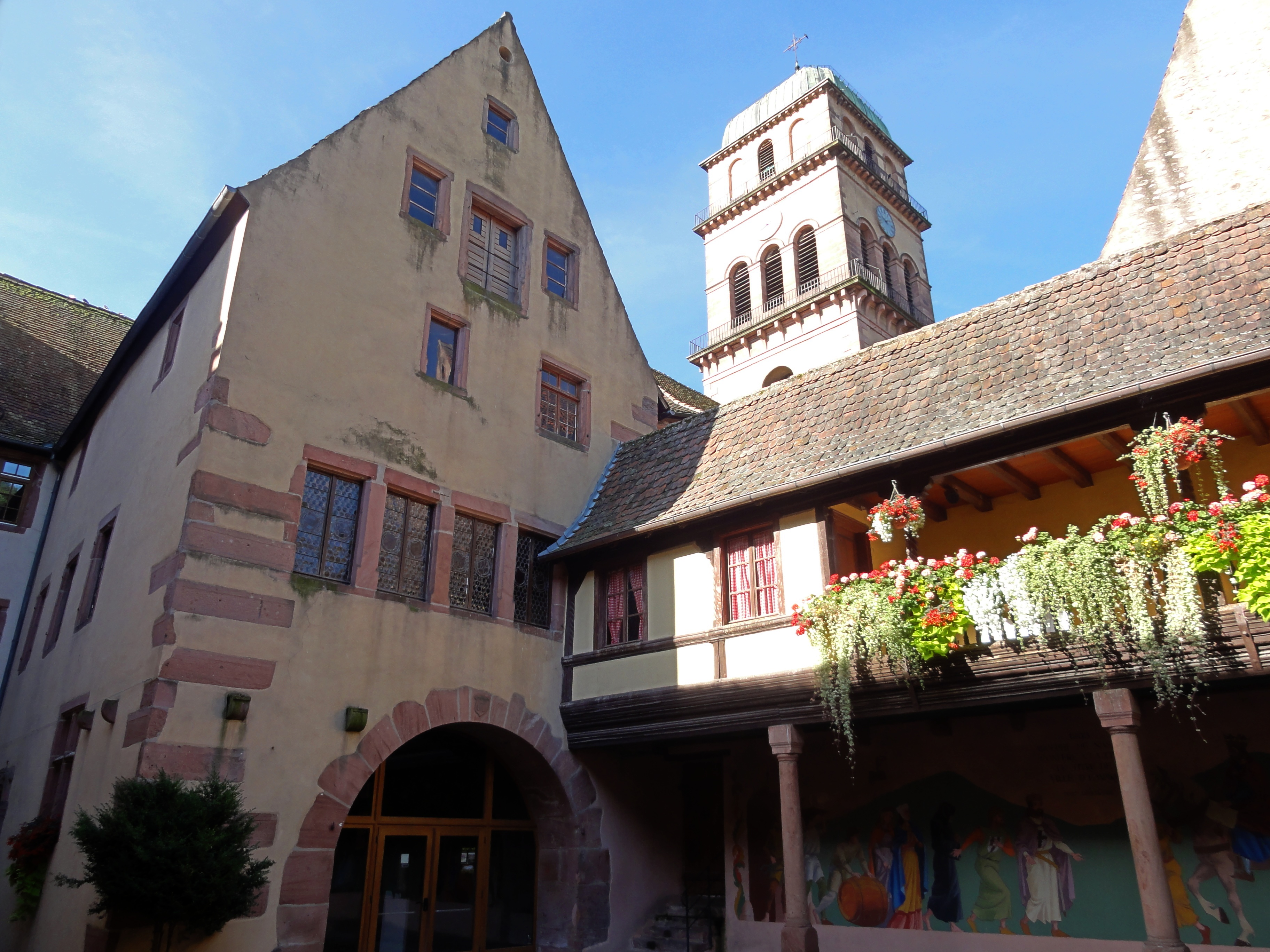
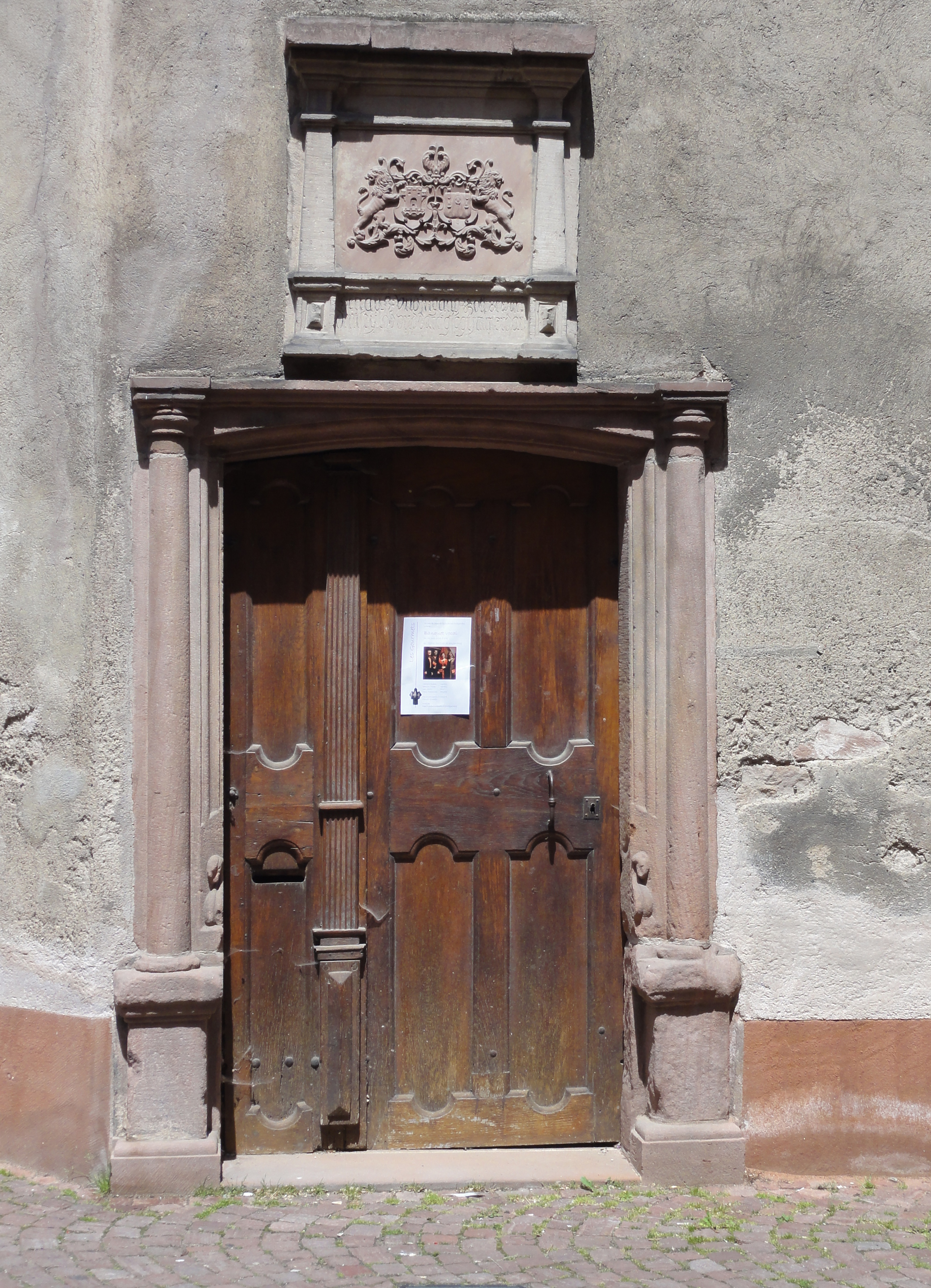
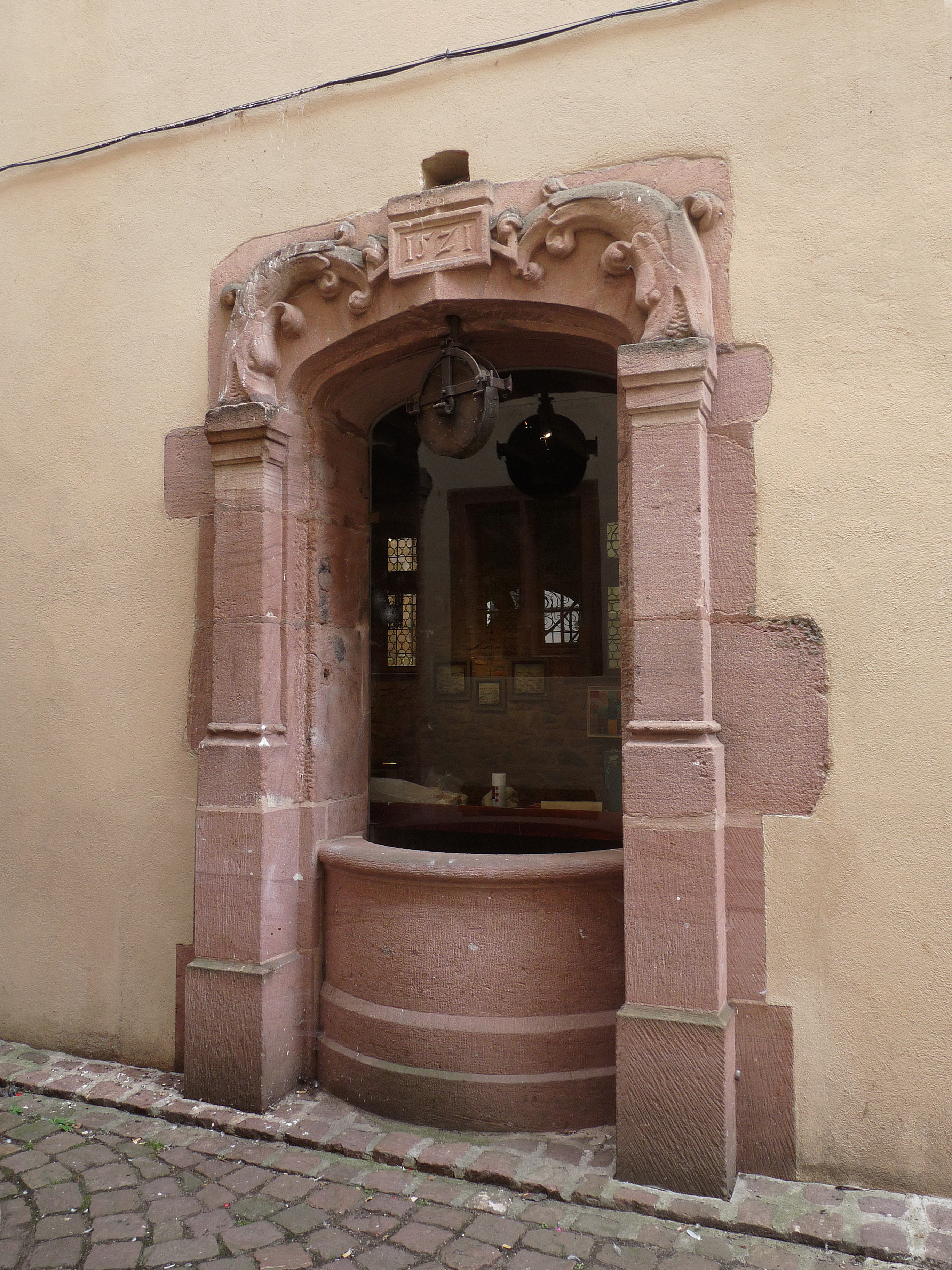
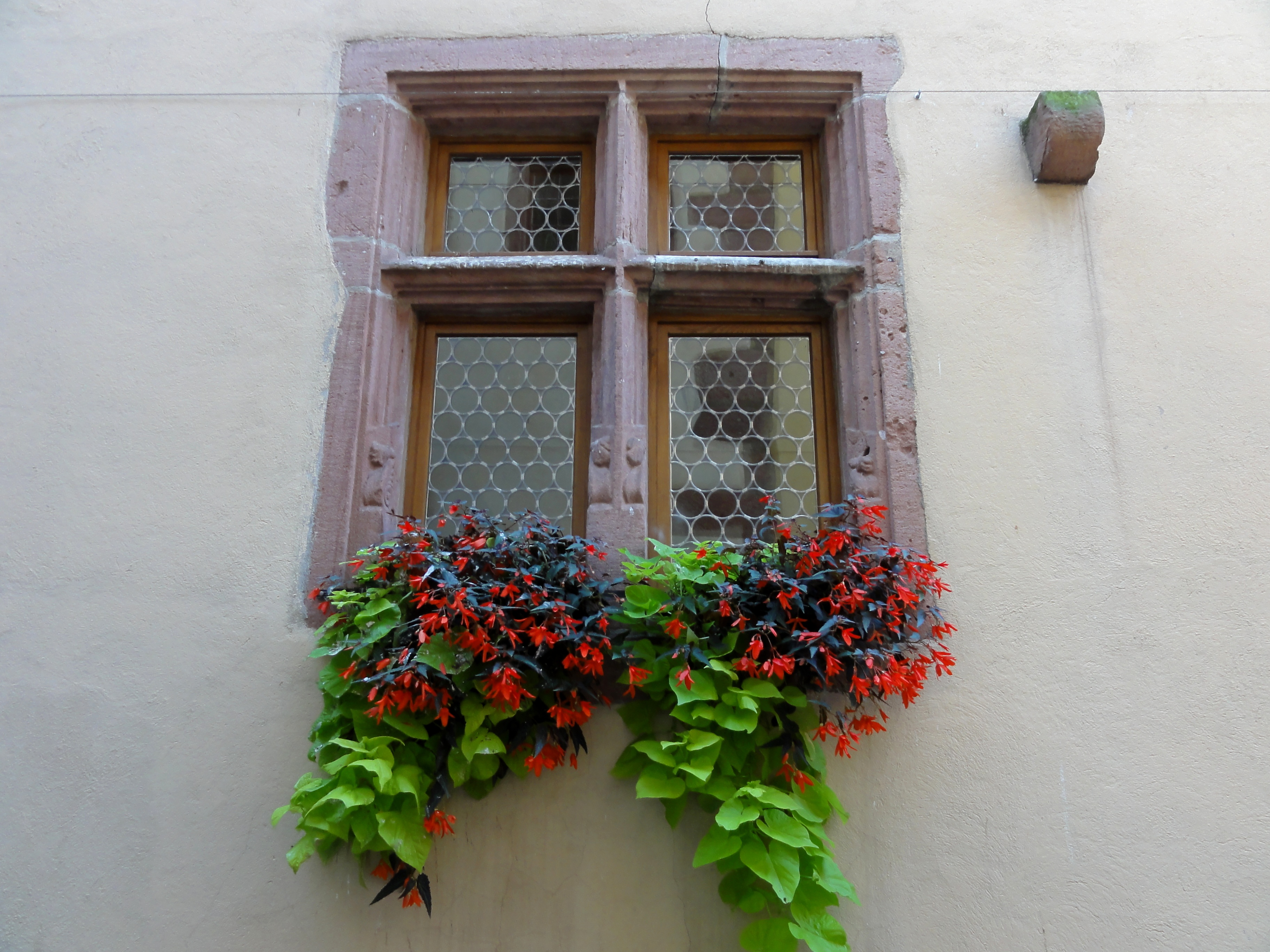
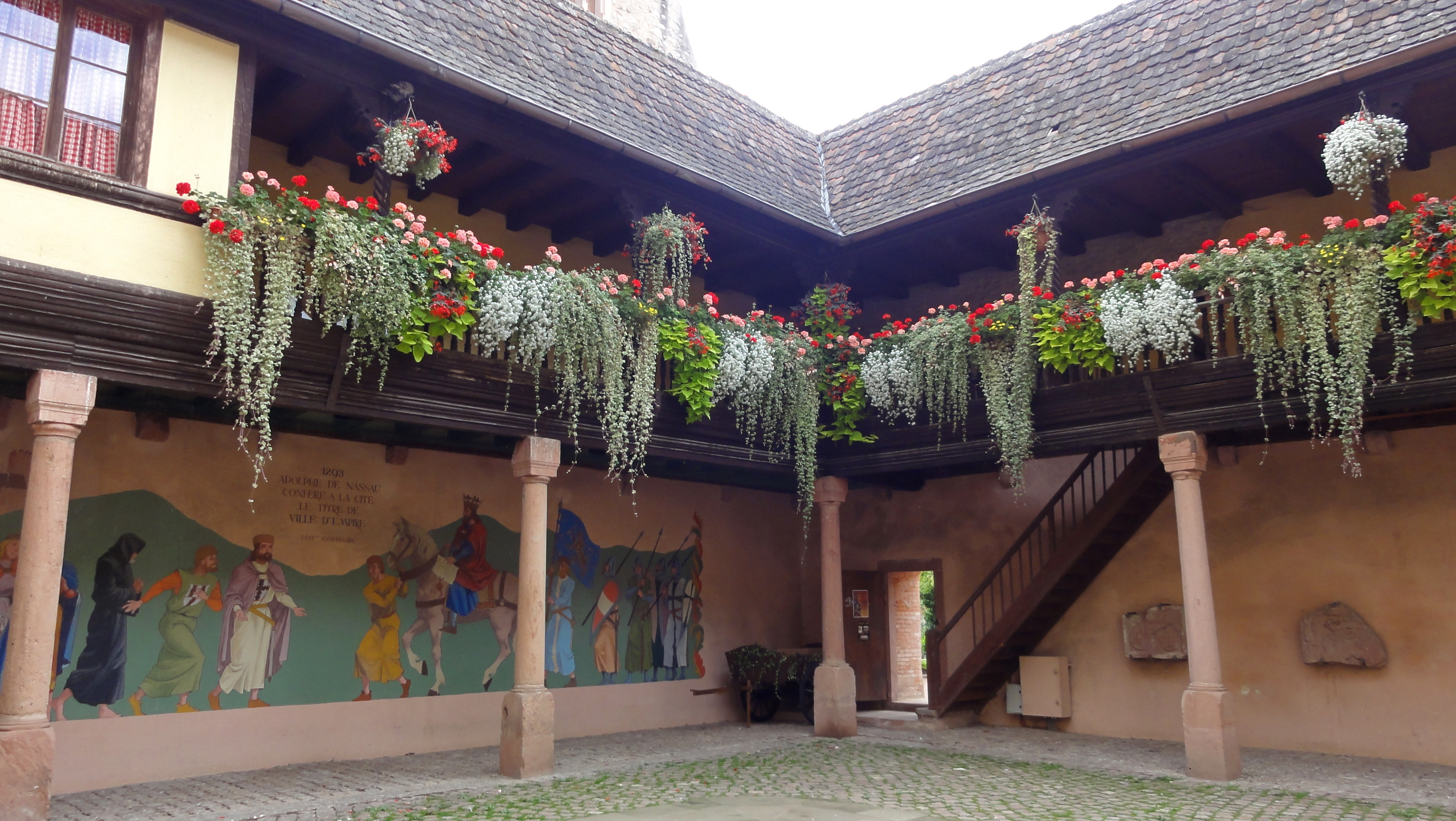